# Bela Vista de Goiás (kommun)
Bela Vista de Goiás är en kommun i Brasilien.   Den ligger i delstaten Goiás, i den sydöstra delen av landet, 170 km sydväst om huvudstaden Brasília. Antalet invånare är 24 539.
Följande samhällen finns i Bela Vista de Goiás:
- Bela Vista de Goiás

Omgivningarna runt Bela Vista de Goiás är huvudsakligen savann. Runt Bela Vista de Goiás är det glesbefolkat, med 12 invånare per kvadratkilometer.